# Fiukówka (gromada)
Fiukówka – dawna gromada, czyli najmniejsza jednostka podziału terytorialnego Polskiej Rzeczypospolitej Ludowej w latach 1954–1972.
Gromady, z gromadzkimi radami narodowymi (GRN) jako organami władzy najniższego stopnia na wsi, funkcjonowały od reformy reorganizującej administrację wiejską przeprowadzonej jesienią 1954 do momentu ich zniesienia z dniem 1 stycznia 1973, tym samym wypierając organizację gminną w latach 1954–1972.
Gromadę Fiukówka z siedzibą GRN w Fiukówce utworzono – jako jedną z 8759 gromad na obszarze Polski – w powiecie łukowskim w woj. lubelskim na mocy uchwały nr 13 WRN w Lublinie z dnia 5 października 1954. W skład jednostki weszły obszary dotychczasowych gromad Fiukówka, Patok Stary, Patok Nowy, Wielgolas i Laski ze zniesionej gminy Radoryż oraz obszar dotychczasowej gromady Kasyldów ze zniesionej gminy Jarczew w tymże powiecie. Dla gromady ustalono 16 członków gromadzkiej rady narodowej.
1 stycznia 1962 gromadę zniesiono, włączając jej obszar do gromad: Podosie (wieś Laski), Krzywda (wsie Patok Nowy, Patok Stary i Wielgolas) i Wandów (wieś i kolonię Fiukówka oraz wieś Kasyldów) w tymże powiecie.